# Ancylotrypa zeltneri
Espèce
Synonymes
- Clitotrema zeltneri Simon, 1904

Ancylotrypa zeltneri est une espèce d'araignées mygalomorphes de la famille des Cyrtaucheniidae.

## Distribution
Cette espèce est endémique d'Éthiopie.

## Étymologie
Cette espèce est nommée en l'honneur de Jean-Claude Zeltner.

## Publication originale
- Simon, 1904 : Étude sur les arachnides recueillis au cours de la Mission Du Bourg du Bozas en Afrique. Bulletin du Muséum national d'histoire naturelle, vol. 1904, p. 442-448 (texte intégral).